# Mesadenella cuspidata
Mesadenella cuspidata är en orkidéart som först beskrevs av John Lindley, och fick sitt nu gällande namn av Leslie Andrew Garay. Mesadenella cuspidata ingår i släktet Mesadenella och familjen orkidéer. Inga underarter finns listade i Catalogue of Life.

## Bildgalleri

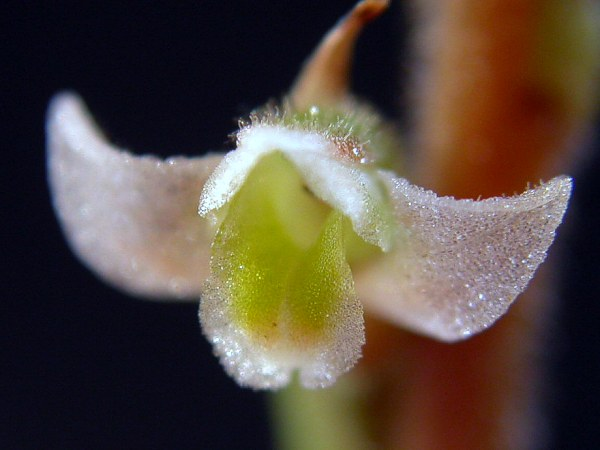